# Stanisław Jerzy Kozłowski
Stanisław Jerzy Kozłowski (ur. 9 stycznia 1891 w Warszawie, zm. 11 lipca 1917 w Rudce) – polski aktor teatralny, śpiewak, dyrektor teatrów, prozaik, scenarzysta filmowy, karykaturzysta i malarz.

## Życiorys
Występował od 1907 roku, najpierw na warszawskim teatrze Na Dynasach, a następnie w Ciechocinku (1908) i Lublinie (1911). W 1916 roku był dyrektorem Teatru Artystycznego w Warszawie, a rok później kierował stołecznym teatrem Mirage. 
Studiował malarstwo w Paryżu. Tworzył karykatury znanych osobowości warszawskiego życia artystycznego, które publikował takich czasopismach jak "Sfinks", "Kolce", "Śmiech", "Kogut" czy "Diabeł Warszawski". Malował także obrazy o tematyce fantastycznej. Jako prozaik, w 1917 roku wydał zbiór nowel pt. Kapłanka Astarty.
Chorował na gruźlicę. Zmarł podczas pobytu w sanatorium w Rudce.

## Filmografia
- Jego ostatni czyn (1917) - scenariusz
- Rozporek i Ska (1918) - scenariusz
- Carska faworyta (1918) - scenariusz
- Ludzie bez jutra (1919) - scenariusz